# Sarcophaga dingaani
Sarcophaga dingaani är en tvåvingeart som beskrevs av Zumpt 1950. Sarcophaga dingaani ingår i släktet Sarcophaga och familjen köttflugor. Inga underarter finns listade i Catalogue of Life.